# Gammarus kasymovi
Gammarus kasymovi is een vlokreeftensoort uit de familie van de Gammaridae. De wetenschappelijke naam van de soort is voor het eerst geldig gepubliceerd in 1997 door Aliev.